# WD TV
Der WD TV ist eine Set-Top-Box von Western Digital, welche Videos, Bilder und Musik von USB-Geräten und NAS-Servern bzw. UPnP-Medienservern abspielt. Er ist in der Lage, HD-Videos über einen HDMI-Anschluss bzw. SD-Videos über einen Composite-Anschluss darzustellen, und spielt die üblichen Video- und Audioformate ab.
Die Herstellung und der Verkauf der WD TV Modelle wurde schließlich 2016 eingestellt. Der Support endete 2019.

## Hardware

### WD TV HD Media Player (1. Generation)
Im November 2008 stellte Western Digital den ersten WD TV mit Full HD (1080p) und DTS-Unterstützung vor.
| Modell        | Audio                          | Video | Anschlüsse | Online-Dienste |
| ------------- | ------------------------------ | --- | --- | --- |
| 1. Generation | 1 HDMI 1.2 1 Fiber Optic 1 RCA | 1 HDMI 1.2 1 Component 1 Composite 1080i/p 720p 576i/p (PAL) 480i/p (NTSC)                                               | 2 USB 2.0 | keine |
| 1. Generation | Unterstützte Formate           | | | |
| 1. Generation | Video                          | MP4/MOV (MPEG-4, h.264) AVI (Xvid, AVC, MPEG-1/2/4) WMV9, MPG/MPEG, VOB, DVR-MS MKV (h.264, x264, AVC, MPEG-1/2/4, VC-1) | MP4/MOV (MPEG-4, h.264) AVI (Xvid, AVC, MPEG-1/2/4) WMV9, MPG/MPEG, VOB, DVR-MS MKV (h.264, x264, AVC, MPEG-1/2/4, VC-1) | MP4/MOV (MPEG-4, h.264) AVI (Xvid, AVC, MPEG-1/2/4) WMV9, MPG/MPEG, VOB, DVR-MS MKV (h.264, x264, AVC, MPEG-1/2/4, VC-1) |
| 1. Generation | Foto                           | JPEG, GIF, TIF/TIFF, BMP, PNG                                                                                            | JPEG, GIF, TIF/TIFF, BMP, PNG                                                                                            | JPEG, GIF, TIF/TIFF, BMP, PNG                                                                                            |
| 1. Generation | Audio                          | MP3, WAV/PCM/LPCM, WMA, AAC FLAC, MKA, AIF/AIFF, Ogg, Dolby Digital                                                      | MP3, WAV/PCM/LPCM, WMA, AAC FLAC, MKA, AIF/AIFF, Ogg, Dolby Digital                                                      | MP3, WAV/PCM/LPCM, WMA, AAC FLAC, MKA, AIF/AIFF, Ogg, Dolby Digital                                                      |
| 1. Generation | Playlist                       | PLS, M3U, WPL | PLS, M3U, WPL | PLS, M3U, WPL |
| 1. Generation | Untertitel                     | SRT | SRT | SRT |

### WD TV HD Media Player (2. Generation)
Unterstützung von einem 2-Kanal-DTS-System.
| Modell        | Audio                          | Video | Anschlüsse | Online-Dienste |
| ------------- | ------------------------------ | --- | --- | --- |
| 2. Generation | 1 HDMI 1.2 1 Fiber Optic 1 RCA | 1 HDMI 1.3 1 Component 1 Composite 1080i/p 720p 576i/p (PAL) 480i/p (NTSC)                                                                          | 2 USB 2.0 | keine |
| 2. Generation | Unterstützte Formate           | | | |
| 2. Generation | Video                          | MP4/MOV (MPEG-4, h.264) MPG/MPEG, M2TS, WMV9 AVI (Xvid, AVC, MPEG-1/2/4) TS/TP/M2T (MPEG-1/2/4, AVC, VC-1) MKV (h.264, x264, AVC, MPEG-1/2/4, VC-1) | MP4/MOV (MPEG-4, h.264) MPG/MPEG, M2TS, WMV9 AVI (Xvid, AVC, MPEG-1/2/4) TS/TP/M2T (MPEG-1/2/4, AVC, VC-1) MKV (h.264, x264, AVC, MPEG-1/2/4, VC-1) | MP4/MOV (MPEG-4, h.264) MPG/MPEG, M2TS, WMV9 AVI (Xvid, AVC, MPEG-1/2/4) TS/TP/M2T (MPEG-1/2/4, AVC, VC-1) MKV (h.264, x264, AVC, MPEG-1/2/4, VC-1) |
| 2. Generation | Foto                           | JPEG, GIF, TIF/TIFF, BMP, PNG | JPEG, GIF, TIF/TIFF, BMP, PNG | JPEG, GIF, TIF/TIFF, BMP, PNG |
| 2. Generation | Audio                          | MP3, WAV/PCM/LPCM, WMA, AAC FLAC, MKA, AIF/AIFF, Ogg, Dolby Digital, DTS                                                                            | MP3, WAV/PCM/LPCM, WMA, AAC FLAC, MKA, AIF/AIFF, Ogg, Dolby Digital, DTS                                                                            | MP3, WAV/PCM/LPCM, WMA, AAC FLAC, MKA, AIF/AIFF, Ogg, Dolby Digital, DTS                                                                            |
| 2. Generation | Playlist                       | PLS, M3U, WPL | PLS, M3U, WPL | PLS, M3U, WPL |
| 2. Generation | Untertitel                     | SRT, ASS, SSA, SUB, SMI | SRT, ASS, SSA, SUB, SMI | SRT, ASS, SSA, SUB, SMI |

### WD TV Mini
Der WD TV Mini wurde im Herbst 2009 vorgestellt und ist eine abgespeckte Version des WD TV der ersten und zweiten Generation, d. h., dass beispielsweise kein HDMI-Anschluss vorhanden ist.
| Modell     | Audio                | Video                                                               | Anschlüsse                                                          | Online-Dienste                                                      |
| ---------- | -------------------- | ------------------------------------------------------------------- | ------------------------------------------------------------------- | ------------------------------------------------------------------- |
| WD TV Mini | 1 Fiber Optic 1 RCA  | 1 Component 1 Composite 1080i 720p 576i/p (PAL) 480i/p (NTSC)       | 1 USB 2.0                                                           | keine                                                               |
| WD TV Mini | Unterstützte Formate |                                                                     |                                                                     |                                                                     |
| WD TV Mini | Video                | MP4/MOV (MPEG-4) AVI (Xvid, AVC, MPEG-1/2/4) MPG/MPEG, VOB, RM/RMVB | MP4/MOV (MPEG-4) AVI (Xvid, AVC, MPEG-1/2/4) MPG/MPEG, VOB, RM/RMVB | MP4/MOV (MPEG-4) AVI (Xvid, AVC, MPEG-1/2/4) MPG/MPEG, VOB, RM/RMVB |
| WD TV Mini | Foto                 | JPEG, GIF, TIF/TIFF, BMP, PNG                                       | JPEG, GIF, TIF/TIFF, BMP, PNG                                       | JPEG, GIF, TIF/TIFF, BMP, PNG                                       |
| WD TV Mini | Audio                | MP3, WAV/PCM/LPCM, WMA, AAC FLAC, MKA, Ogg, RealAudio, APE          | MP3, WAV/PCM/LPCM, WMA, AAC FLAC, MKA, Ogg, RealAudio, APE          | MP3, WAV/PCM/LPCM, WMA, AAC FLAC, MKA, Ogg, RealAudio, APE          |
| WD TV Mini | Playlist             | PLS, M3U, WPL                                                       | PLS, M3U, WPL                                                       | PLS, M3U, WPL                                                       |
| WD TV Mini | Untertitel           | SRT, ASS, SSA, SUB, SMI                                             | SRT, ASS, SSA, SUB, SMI                                             | SRT, ASS, SSA, SUB, SMI                                             |

### WD TV Live (1. Generation)
Der WD TV Live der ersten Generation wurde gemeinsam mit dem WD TV Mini vorgestellt. Anders als bei der Mini-Version wird bei dieser Version Full HD (1080p) unterstützt. Erstmals ist auch ein Ethernet-Anschluss verfügbar, der den Zugriff auf diverse Online-Dienste und Streaming von PC oder NAS-Server ermöglicht. Über den USB-Port ist es auch möglich, einen USB-WLAN-Adapter anzuschließen. Die Unterstützung von DVD-Menüs wurde über ein Firmware-Update nachgereicht.
| Modell                     | Audio                          | Video | Anschlüsse | Online-Dienste |
| -------------------------- | ------------------------------ | --- | --- | --- |
| WD TV Live (1. Generation) | 1 HDMI 1.2 1 Fiber Optic 1 RCA | 1 HDMI 1.2 1 Component 1 Composite 1080i/p 720p 576i/p (PAL) 480i/p (NTSC)                                                                        | 2 USB 2.0 1 Ethernet | Facebook AccuWeather Deezer Flingo TuneIn YouTube Pandora* Flickr Live365.com Mediafly Funspot BBC iPlayer** Dailymotion Yota***                  |
| WD TV Live (1. Generation) | Unterstützte Formate           | | | |
| WD TV Live (1. Generation) | Video                          | MP4/MOV (MPEG-4, h.264) AVI (Xvid, AVC, MPEG-1/2/4) MPG/MPEG, VOB, M2TS, WMV9 TS/TP/M2T (MPEG-1/2/4, AVC, VC-1) MKV (h.264 AVC, MPEG-1/2/4, VC-1) | MP4/MOV (MPEG-4, h.264) AVI (Xvid, AVC, MPEG-1/2/4) MPG/MPEG, VOB, M2TS, WMV9 TS/TP/M2T (MPEG-1/2/4, AVC, VC-1) MKV (h.264 AVC, MPEG-1/2/4, VC-1) | MP4/MOV (MPEG-4, h.264) AVI (Xvid, AVC, MPEG-1/2/4) MPG/MPEG, VOB, M2TS, WMV9 TS/TP/M2T (MPEG-1/2/4, AVC, VC-1) MKV (h.264 AVC, MPEG-1/2/4, VC-1) |
| WD TV Live (1. Generation) | Photo                          | JPEG, GIF, TIF/TIFF, BMP, PNG | JPEG, GIF, TIF/TIFF, BMP, PNG | JPEG, GIF, TIF/TIFF, BMP, PNG |
| WD TV Live (1. Generation) | Audio                          | MP3, WAV/PCM/LPCM, WMA, AAC, FLAC MKA, AIF/AIFF, Ogg, Dolby Digital, DTS                                                                          | MP3, WAV/PCM/LPCM, WMA, AAC, FLAC MKA, AIF/AIFF, Ogg, Dolby Digital, DTS                                                                          | MP3, WAV/PCM/LPCM, WMA, AAC, FLAC MKA, AIF/AIFF, Ogg, Dolby Digital, DTS                                                                          |
| WD TV Live (1. Generation) | Playlist                       | PLS, M3U, WPL | PLS, M3U, WPL | PLS, M3U, WPL |
| WD TV Live (1. Generation) | Untertitel                     | SRT, ASS, SSA, SUB, SMI | SRT, ASS, SSA, SUB, SMI | SRT, ASS, SSA, SUB, SMI |
| WD TV Live (1. Generation) | Dateisystem                    | FAT32, NTFS, HFS+, ext3 | FAT32, NTFS, HFS+, ext3 | FAT32, NTFS, HFS+, ext3 |

* Dieser Dienst ist nur in den USA verfügbar
** Dieser Dienst ist nur in UK verfügbar; in späteren Generationen nicht mehr verfügbar
*** Dieser Dienst ist nur in Russland verfügbar; in späteren Generationen nicht mehr verfügbar

### WD TV Live Plus
Anfang 2010 wurde der WD TV Live Plus vorgestellt. Die Funktionen wurden von der ersten WD-TV-Live-Generation übernommen und einige Online-Dienste hinzugefügt. Dies war der Grund, dass der WD TV Live Plus fast ausschließlich in den USA und Kanada erhältlich war.
| Model           | Audio                          | Video | Anschlüsse | Online-Dienste |
| --------------- | ------------------------------ | --- | --- | --- |
| WD TV Live Plus | 1 HDMI 1.2 1 Fiber Optic 1 RCA | 1 HDMI 1.2 1 Component 1 Composite 1080i/p 720p 576i/p (PAL) 480i/p (NTSC)                                                                        | 2 USB 2.0 1 Ethernet | Netflix CinemaNow** Facebook Hulu Plus*** AccuWeather Deezer Flingo TuneIn YouTube Pandora**** Flickr Live365.com Dailymotion                     |
| WD TV Live Plus | Unterstützte Formate           | | | |
| WD TV Live Plus | Video                          | MP4/MOV (MPEG-4, h.264) AVI (Xvid, AVC, MPEG-1/2/4) MPG/MPEG, VOB, M2TS, WMV9 TS/TP/M2T (MPEG-1/2/4, AVC, VC-1) MKV (h.264 AVC, MPEG-1/2/4, VC-1) | MP4/MOV (MPEG-4, h.264) AVI (Xvid, AVC, MPEG-1/2/4) MPG/MPEG, VOB, M2TS, WMV9 TS/TP/M2T (MPEG-1/2/4, AVC, VC-1) MKV (h.264 AVC, MPEG-1/2/4, VC-1) | MP4/MOV (MPEG-4, h.264) AVI (Xvid, AVC, MPEG-1/2/4) MPG/MPEG, VOB, M2TS, WMV9 TS/TP/M2T (MPEG-1/2/4, AVC, VC-1) MKV (h.264 AVC, MPEG-1/2/4, VC-1) |
| WD TV Live Plus | Foto                           | JPEG, GIF, TIF/TIFF, BMP, PNG | JPEG, GIF, TIF/TIFF, BMP, PNG | JPEG, GIF, TIF/TIFF, BMP, PNG |
| WD TV Live Plus | Audio                          | MP3, WAV/PCM/LPCM, WMA, AAC, FLAC MKA, AIF/AIFF, Ogg, Dolby Digital, DTS                                                                          | MP3, WAV/PCM/LPCM, WMA, AAC, FLAC MKA, AIF/AIFF, Ogg, Dolby Digital, DTS                                                                          | MP3, WAV/PCM/LPCM, WMA, AAC, FLAC MKA, AIF/AIFF, Ogg, Dolby Digital, DTS                                                                          |
| WD TV Live Plus | Playlist                       | PLS, M3U, WPL | PLS, M3U, WPL | PLS, M3U, WPL |
| WD TV Live Plus | Untertitel                     | SRT, ASS, SSA, SUB, SMI | SRT, ASS, SSA, SUB, SMI | SRT, ASS, SSA, SUB, SMI |
| WD TV Live Plus | Dateisystem                    | FAT32, NTFS, HFS+ | FAT32, NTFS, HFS+ | FAT32, NTFS, HFS+ |

* Dienst ist nicht in Deutschland, aber in anderen verschiedenen Ländern verfügbar
** Dienst ist nur in den USA und Kanada verfügbar; in späteren Generationen nicht mehr verfügbar
*** Dienst ist nur in den USA verfügbar; Premium-Account erforderlich
**** Dienst ist nur in den USA verfügbar

### WD TV Live Hub
Der WD TV Live Hub wurde im Herbst 2010 vorgestellt, und ist der erste WD TV mit einem integrierten 1 TB Speicher. Es verwendet die gleichen Komponenten wie der WD TV Live (1. Generation) und der WD TV Live Plus. Enthalten sind verschiedene Spiele und eine programmierbare Fernbedienung.
| Modell         | Audio                          | Video | Anschlüsse | Integriert | Online-Dienste |
| -------------- | ------------------------------ | --- | --- | --- | --- |
| WD TV Live Hub | 1 HDMI 1.4 1 Fiber Optic 1 RCA | 1 HDMI 1.4 1 Component 1 Composite 1080i/p 720p 576i/p (PAL) 480i/p (NTSC)                                                                        | 2 USB 2.0 1 Gigabit-Ethernet | Media-Server Spiele 1 TB interner Festplattenspeicher                                                                                             | Facebook AccuWeather Deezer Flingo TuneIn YouTube Pandora* Flickr Live365.com Mediafly Funspot Flixter LBM.TV** Netflix Picasa SHOUTcast Radio Spotify** |
| WD TV Live Hub | Unterstützte Formate           | | | | |
| WD TV Live Hub | Video                          | MP4/MOV (MPEG-4, h.264) AVI (Xvid, AVC, MPEG-1/2/4) MPG/MPEG, VOB, M2TS, WMV9 TS/TP/M2T (MPEG-1/2/4, AVC, VC-1) MKV (h.264 AVC, MPEG-1/2/4, VC-1) | MP4/MOV (MPEG-4, h.264) AVI (Xvid, AVC, MPEG-1/2/4) MPG/MPEG, VOB, M2TS, WMV9 TS/TP/M2T (MPEG-1/2/4, AVC, VC-1) MKV (h.264 AVC, MPEG-1/2/4, VC-1) | MP4/MOV (MPEG-4, h.264) AVI (Xvid, AVC, MPEG-1/2/4) MPG/MPEG, VOB, M2TS, WMV9 TS/TP/M2T (MPEG-1/2/4, AVC, VC-1) MKV (h.264 AVC, MPEG-1/2/4, VC-1) | |
| WD TV Live Hub | Photo                          | JPEG, GIF, TIF/TIFF, BMP, PNG | JPEG, GIF, TIF/TIFF, BMP, PNG | JPEG, GIF, TIF/TIFF, BMP, PNG | |
| WD TV Live Hub | Audio                          | MP3, WAV/PCM/LPCM, WMA, AAC, FLAC MKA, AIF/AIFF, Ogg, Dolby Digital, DTS                                                                          | MP3, WAV/PCM/LPCM, WMA, AAC, FLAC MKA, AIF/AIFF, Ogg, Dolby Digital, DTS                                                                          | MP3, WAV/PCM/LPCM, WMA, AAC, FLAC MKA, AIF/AIFF, Ogg, Dolby Digital, DTS                                                                          | |
| WD TV Live Hub | Playlist                       | PLS, M3U, WPL | PLS, M3U, WPL | PLS, M3U, WPL | |
| WD TV Live Hub | Untertitel                     | SRT, ASS, SSA, SUB, SMI | SRT, ASS, SSA, SUB, SMI | SRT, ASS, SSA, SUB, SMI | |
| WD TV Live Hub | Dateisystem                    | FAT32, NTFS, HFS+ | FAT32, NTFS, HFS+ | FAT32, NTFS, HFS+ | |

* Dienst nur in den USA verfügbar
** Dienst benötigt einen Premium-Account

### WD TV Live (3. Generation)
| Modell                     | Audio                          | Video | Anschlüsse | Online-Dienste |
| -------------------------- | ------------------------------ | --- | --- | --- |
| WD TV Live (3. Generation) | 1 HDMI 1.2 1 Fiber Optic 1 RCA | 1 HDMI 1.2 1 Component 1 Composite 1080i/p 720p 576i/p (PAL) 480i/p (NTSC)                                                                        | 2 USB 2.0 1 Ethernet WLAN | Facebook AccuWeather Deezer Flingo TuneIn YouTube Pandora* Flickr Live365.com Mediafly Funspot Flixter LBM.TV** Netflix Picasa SHOUTcast Radio Spotify** |
| WD TV Live (3. Generation) | Unterstützte Formate           | | | |
| WD TV Live (3. Generation) | Video                          | MP4/MOV (MPEG-4, h.264) AVI (Xvid, AVC, MPEG-1/2/4) MPG/MPEG, VOB, M2TS, WMV9 TS/TP/M2T (MPEG-1/2/4, AVC, VC-1) MKV (h.264 AVC, MPEG-1/2/4, VC-1) | MP4/MOV (MPEG-4, h.264) AVI (Xvid, AVC, MPEG-1/2/4) MPG/MPEG, VOB, M2TS, WMV9 TS/TP/M2T (MPEG-1/2/4, AVC, VC-1) MKV (h.264 AVC, MPEG-1/2/4, VC-1) | MP4/MOV (MPEG-4, h.264) AVI (Xvid, AVC, MPEG-1/2/4) MPG/MPEG, VOB, M2TS, WMV9 TS/TP/M2T (MPEG-1/2/4, AVC, VC-1) MKV (h.264 AVC, MPEG-1/2/4, VC-1)        |
| WD TV Live (3. Generation) | Foto                           | JPEG, GIF, TIF/TIFF, BMP, PNG | JPEG, GIF, TIF/TIFF, BMP, PNG | JPEG, GIF, TIF/TIFF, BMP, PNG |
| WD TV Live (3. Generation) | Audio                          | MP3, WAV/PCM/LPCM, WMA, AAC, FLAC MKA, AIF/AIFF, Ogg, Dolby Digital, DTS                                                                          | MP3, WAV/PCM/LPCM, WMA, AAC, FLAC MKA, AIF/AIFF, Ogg, Dolby Digital, DTS                                                                          | MP3, WAV/PCM/LPCM, WMA, AAC, FLAC MKA, AIF/AIFF, Ogg, Dolby Digital, DTS                                                                                 |
| WD TV Live (3. Generation) | Playlist                       | PLS, M3U, WPL | PLS, M3U, WPL | PLS, M3U, WPL |
| WD TV Live (3. Generation) | Untertitel                     | SRT, ASS, SSA, SUB, SMI | SRT, ASS, SSA, SUB, SMI | SRT, ASS, SSA, SUB, SMI |
| WD TV Live (3. Generation) | Dateisystem                    | FAT32, NTFS, HFS+ | FAT32, NTFS, HFS+ | FAT32, NTFS, HFS+ |

* Dienst ist nur in den USA verfügbar
** Dienst benötigt einen Premium-Account

## Hacks
Einige WD-TV-Geräte wurden gehackt, um verschiedene neue Funktionen zu aktivieren, z. B. das Anschließen eines externen DVD-Laufwerks oder die Verbesserung von sog. Thumbnails. Unterstützt werden derzeit der WD TV der ersten und zweiten Generation sowie der WD TV Live und der WD TV Live Plus mit der gehackten Firmware WDLXTV. Der WD TV Live (dritte Generation) läuft mit der gehackten Firmware Guimli.